# Alice Durand
Pour les articles homonymes, voir Durand.

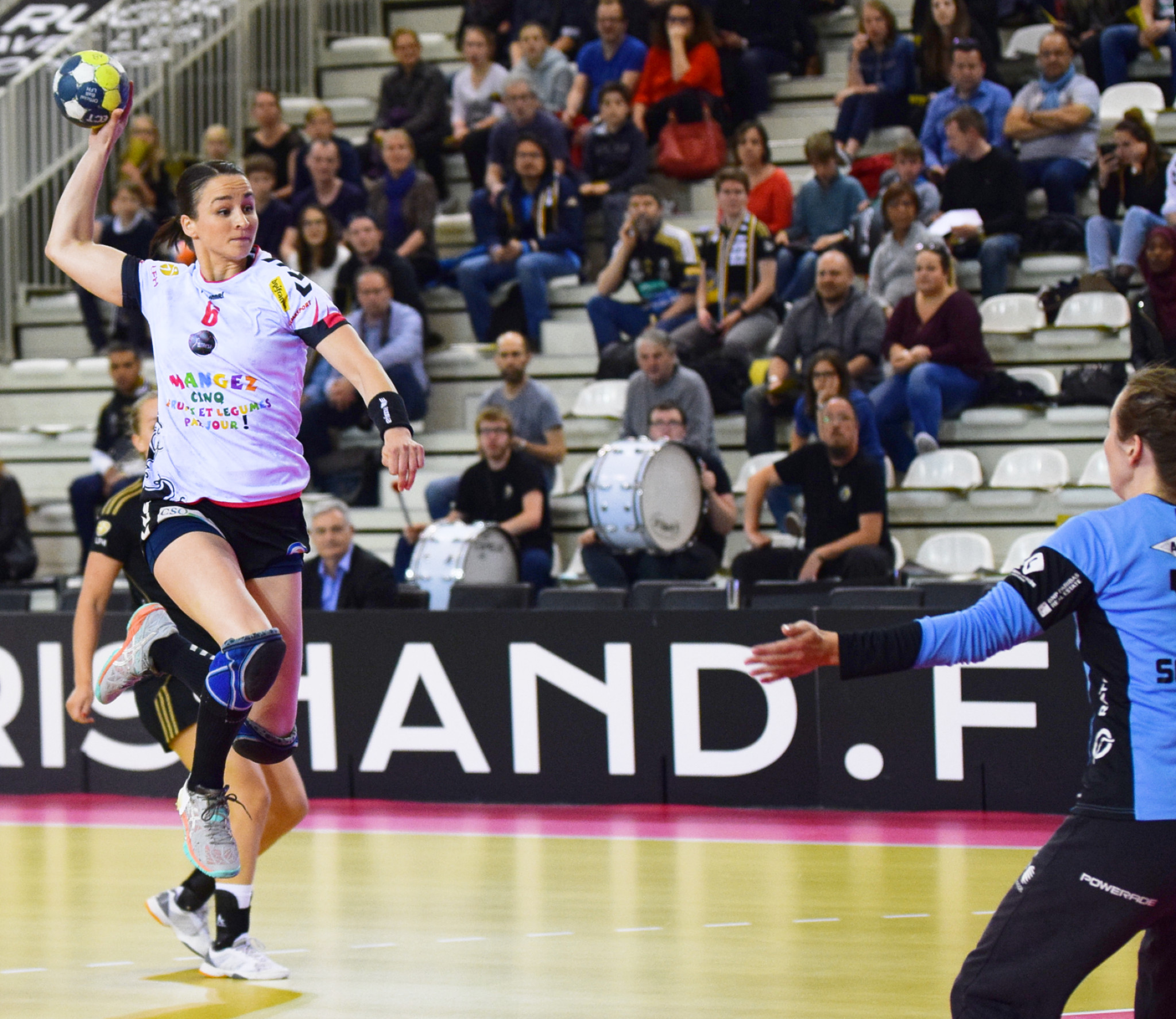
Rencontre de demi-finale retour de championnat entre Issy Paris et Brest.A Issy les Moulineaux, le 19 mai 2017.

Alice Durand, née le 16 décembre 1985 à Chambéry, est une handballeuse professionnelle évoluant au poste d'ailière gauche. En 2009, elle a été sélectionnée en équipe de France féminine. 
Formée au SHBC La Motte-Servolex, en Savoie, elle rejoint le Club de Mios Biganos Bassin d'Arcachon pour la saison 2011-2012, après avoir passé plusieurs années à Besançon. En 2015, elle évolue au Brest Bretagne Handball et revient pour la saison 2017-2018 dans son club formateur, le SHBC La Motte Servolex.

## Palmarès

### En club
compétitions internationales
- vainqueur de la coupe Challenge en 2015 (avec l'Union Mios Biganos-Bègles)

compétitions nationales
- vainqueur de la coupe de France en 2016 (avec Brest Bretagne Handball)
- finaliste de la coupe de la Ligue en 2012 et en 2015 (avec l'Union Mios Biganos-Bègles)
- championne de France de 2e division en 2016 (avec Brest Bretagne Handball)

### En sélection
autres
- médaille d'or aux Jeux méditerranéens en 2009[3]
- 4e place du championnat d'Europe junior en 2004